# بازی‌های آسیایی جوانان ۲۰۱۳
بازی‌های آسیایی جوانان ۲۰۱۳ دومین دوره بازی‌های آسیایی جوانان است که از ۱۶ تا ۲۴ اوت ۲۰۱۳ در نانجینگ جمهوری خلق چین برگزار خواهدشد.
در این مسابقات علی فراشی تنها مدال طلای مسابقات را برای کاروان ایران در رشته بوکس به دست آورد